# エインズレー・ダンバー
エインズレー・ダンバー (Aynsley Dunbar、1946年1月10日 - )は、イギリス人ドラマー。本名は、エインズレー・トーマス・ダンバー(Aynsley Thomas Dunbar)。ジョン・メイオール&ザ・ブルースブレイカーズ、ザ・マザーズ・オブ・インヴェンション、ジェファーソン・スターシップ、ホワイトスネイク、ジャーニーなど錚々たるビッグネームのバンドで活躍したベテランである。抜群のリズムキープ力と音数の多さ、相反するヘヴィなヒッティングが特徴。
「ローリング・ストーン誌の選ぶ歴史上最も偉大な100人のドラマー」において27位。
2017年4月17日、ジャーニーの元メンバーとしてロックの殿堂入りした。

## 来歴

### 活動開始 - 1966年 (ジャズ - マージー･ビート系)
イングランド・リヴァプール出身。11歳よりドラムを始めギグを中心にプロとして活動。15歳でレオ・ラザフォード (Leo Rutherford)という伝統的なミシシッピー・ジャズ・バンドに17歳まで加入。1963年8月、リヴァプールにロックの波が押し寄せるとロック、R&Bに移行し、デリー･ウィルキー・アンド・プレスマン (Derry Wilkie and the Pressman)に加入。1964年1月には、バンドは解散し4つのバンドからフラミンゴス (Flamingos)が結成され加入。ドイツでの短いツアーの後、フレディー・スター (Freddie Starr)が合流し、フレディー･スター・アンド・フラミンゴスとなる。1964年4月にエクスチェッカーズ (Excheckers)に加入、脱退後、同年12月にはスチュ・ジェームズ＆ザ・モジョス (Stu James and the Mojos)に加入し1966年9月まで在籍。
この頃、ジミ・ヘンドリックスのオーディションを受けるが、ダンバーとミッチ・ミッチェルのどちらをメンバーに選ぶか苦慮したヘンドリックスはコイントスを行い、ミッチェルを選んだ。

### 1967年 - 1969年
1967年にジョン・メイオール&ザ・ブルースブレイカーズのアルバム『ジョン・メイオールとピーター・グリーン/ブルースの世界』に参加。これがメジャー・デビューとなった。
その後ヤードバーズを脱退したジェフ・ベックが結成した第一期ジェフ・ベック・グループのドラマーとして迎え入れられる。しかしマネージメント・サイドの意向によりポップな路線に導かれている同グループの音楽性に反発し、シングル「Tallyman / Rock My Plimsoul」のレコーディングを後に脱退する。ベックは「ミックもいいけど、エインズレーほどのドライブ感はないね」とダンバーの脱退を惜しんだ。
1968年、自分の音楽を追求するために「エインズレー・ダンバー・リタリエイション」を結成する。リタリエイション名義で4枚、ソロ名義で1枚のアルバムを発表。どの作品も非常にブルース色の強い名作揃いだが、商業的には成功とは言えず、以降ソロとしての作品は殆ど無い。リタリエイションは1969年10月24日から28日までブリュセルで開催されたアムーギー音楽祭に参加して、24日に出演して司会を担当したフランク・ザッパの前で演奏した。それをきっかけに彼はザッパとジャム・セッションを行なった。

### 1970年 - 1979年
ザッパは1969年8月にそれまで率いてきたザ・マザーズ・オブ・インヴェンション（以下、MOI）を解散して、新しいMOIを結成しようとしていた。ザッパはドラマーの経験を持ち、自分の作品のどれにも複雑なリズムを用いたので、ドラマーに対する彼の要求はたいへん厳しく、彼が雇った歴代のドラマーはみな大変なテクニシャンであり、ダンバーの力量はまさにザッパのお眼鏡に叶うものだった。ダンバーは1970年2月、ザッパの誘いでアメリカ西海岸に活動拠点を移動し、彼のソロ・アルバム『チャンガの復讐』(1970年）の制作やソロ・コンサートの幾つかに参加した後、同年6月に新しく結成されたMOIに加入して1971年12月まで在籍した。
ザッパとの活動中、ダンバーはザッパやMOIの数多くの作品に携わりつつ、デヴィッド・ボウイ、ルー・リード、ミック・ロンソンのアルバムにも参加した。
ザッパの元を離れ次に加入したのがジャーニーである。初期の作品の重厚な雰囲気はダンバーによるものが大きい。しかしバンドは大きな成功は得られなかったので、ボーカリストにスティーヴ・ペリーを迎えて4枚目の『インフィニティ』でポップな方向へと路線を大きく変更し、それを良しとしなかったダンバーは脱退してしまう。
ジャーニー脱退後はドラムのジョン・バーベイタが自動車事故で活動できなくなったジェファーソン・スターシップに同バンドのベーシスト、ピート・シアーズの紹介で加入する。1979年の初参加作「Freedom at Point Zero」ではダンバーのヘビーなドラムが大きく前面にフィーチャーされている。

### 1980年以降
1980年代にダンバーが参加した作品で一番有名になったのは1987年に発売されたホワイトスネイクの大ヒット作『白蛇の紋章〜サーペンス・アルバス』である。ただしアルバム発売後のツアーには参加していない。
2000年にはUFOに加入するが、アルバム2作に参加した後に脱退。ジェイク・E・リーが2005年に発表したカヴァー・アルバム『リトレイスド〜塊顧〜』では、ティム・ボガートと共にリズム・セクションを務めた。

## エピソード
- ザッパに招かれて西海岸に移った際、彼の家に10か月間居候をしていた[8]。

## 使用楽器

### ドラムセット
メーカーはDW。1バス・1タム・2フロアのシンプルなセット。
- バスドラム　22×18
- スネア　14×6
- タム　13×9
- フロア・タム　16×16
- フロア・タム　18×16

### シンバル
メーカーは、ジルジャン
- ハイハット　14インチ
- クラッシュ・シンバル　Ａカスタム(19インチ)×2、Ａカスタム(16インチ)×1
- ライド・シンバル　ピン・ライド(20インチ)

### スティック
- ジルジャン 5B

## ディスコグラフィ

### ソロ・アルバム
- 『ブルー・ホエール』 - Blue Whale (1971年)
- Mutiny (2009年)

### エインズレー・ダンバー・リタリエイション
- 『エインズレー・ダンバー・リタリエイション』 - The Aynsley Dunbar Retaliation (1968年)
- 『ドクター・ダンバーズ・プレスクリプション』 - Doctor Dunbar's Prescription (1969年)
- 『トゥ・マム・フロム・エインズレー・アンド・ザ・ボーイズ』 - To Mum, From Aynsley & The Boys (1969年)
- 『リメインズ・トゥ・ビー・ハード』 - Remains To Be Heard (1970年)

### 参加アルバム
The Mojos
- Everything's Alright: The Complete Recordings (2009年) ※コンピレーション

ジョン・メイオール&ザ・ブルースブレイカーズ
- 『ジョン・メイオールとピーター・グリーン/ブルースの世界』 - A Hard Road (1967年)
- 『ルッキング・バック』 - Looking Back (1969年)
- So Many Roads (1969年)
- 『ジョン・メイオールの道』 - Thru The Years (1971年)

エディ・ボイド
- Eddie Boyd And His Blues Band Featuring Peter Green (1967年)

ドノヴァン
- 『バラバジャガ』 - Barabajagal (1969年) (Jeff Beck Groupとして2曲に参加)

マイケル・チャップマン
- Rainmaker (1969年)

チャンピオン・ジャック・デュプリー
- The Heart Of The Blues Is Sound (1969年)  (再販後のタイトルは『Home』)

スウィート・ペイン
- 『スウィート・ペイン』 - Sweet Pain (1969年) ※Junior Dunnという変名で参加

フランク・ザッパ
- 『チャンガの復讐』 - Chunga's Revenge (1970年)
- 『ワカ/ジャワカ』 - Waka/Jawaka (1972年)
- 『アポストロフィ (')』 - Apostrophe (') (1974年)
- Finer Moments (2012年)

ザ・マザーズ・オブ・インヴェンション
- 『フィルモア・ライヴ '71』 - Fillmore East - June 1971 (1971年)
- 『200モーテルズ』 - 200 Motels (1971年)
- 『ジャスト・アナザー・バンド・フロム L.A.』 - Just Another Band from L.A. (1972年)
- 『グランド・ワズー』 - The Grand Wazoo (1972年)
- 『プレイグラウンド・サイコティクス』 - Playground Psychotics (1992年)
- 『ジョーのドマージュ』 - Joe's Domage (2004年)
- Carnegie Hall (2011年)
- The Crux Of The Biscuit (2016年)
- The Mothers 1970 (2020年)
- The Mothers 1971 (2022年)
- 『サムタイム・イン・ニューヨーク・シティ』（ジョン・レノン&オノ・ヨーコ） - Sometime In New York City (1972年)[注釈 8]

フロー&エディー
- The Phlorescent Leech & Eddie (1972年)
- Flo & Eddie (1974年)
- Illegal, Immoral And Fattening (1975年)

シュギー・オーティス
- 『フリーダム・フライト』 - Freedom Flight (1971年)

Ava Cherry And The Astronettes
- People From Bad Homes (1973年)

デヴィッド・ボウイ
- 『ピンナップス』 - Pin Ups (1973年)
- 『ダイアモンドの犬』 - Diamond Dogs (1974年)

ルー・リード
- 『ベルリン』 - Berlin (1973年)

キャシー・マクドナルド
- 『精神病棟』 - Insane Asylum (1974年)

ハービー・マン
- 『ロンドン・アンダーグラウンド』 - London Underground (1974年)

ミック・ロンソン
- 『十番街の殺人』 - Slaughter on 10th Avenue (1974年)
- 『ギターでぶっとばせ』 - Play Don't Worry (1975年)

ニルス・ロフグレン
- 『ロフグレン#1』 - Nils Lofgren (1975年)
- 『クライ・タフ』 - Cry Tough (1976年)

イアン・ハンター
- 『流浪者』 - All American Alien Boy (1976年)

ジャーニー
- 『宇宙への旅立ち』 - Journey (1975年)
- 『未来への招待状』 - Look into the Future (1976年)
- 『ネクスト』 - Next (1977年)
- 『インフィニティ』 - Infinity (1978年)

サミー・ヘイガー
- 『ナイン・オン・ア・テン・スケール』 - Nine on a Ten Scale (1976年)

ジェファーソン・スターシップ
- 『フリーダム・ポイント・ゼロ』 - Freedom at Point Zero (1979年)
- 『モダン・タイムス』 - Modern Times (1981年)
- 『奇蹟の風』 - Winds of Change (1982年)

ポール・カントナー
- 『プラネット・アース・R&R・オーケストラ』 - Planet Earth Rock and Roll Orchestra (1983年)

ホワイトスネイク
- 『白蛇の紋章〜サーペンス・アルバス』 - Whitesnake (1987年)

ロニー・モントローズ
- The Diva Station (1990年)

トニー・スピナー
- 『サターン・ブルース』 - Saturn Blues (1993年)

パット・トラヴァース
- 『ジャスト・ア・タッチ』 - Just A Touch (1993年)
- 『ブルーズ・マグネット』 - Blues Magnet (1994年)
- P.T. Power Trio (2003年)

リトル・ジョン・クリズリー
- 『リトル・ジョン・クリズリー』 - Little John Chrisley (1995年)

マイク・オネスコ & ブラインドサイド・ブルース・バンド
- To The Station (1996年)

モグ/ウェイ
- 『エッジ・オヴ・ザ・ワールド』 - Edge Of The World (1997年)

マザーズ・アーミー
- 『ファイアー・オン・ザ・ムーン』 - Fire On The Moon (1998年)

エリック・バードン & ザ・ニュー・アニマルズ
- The Official Live Bootleg #1 (2000年)
- The Official Live Bootleg #2 (2000年)
- The Official Live Bootleg 2000 (2001年)

UFO
- 『聖約』 - Covenant (2000年)
- 『シャークス』 - Sharks (2002年)

マイケル・シェンカー
- 『アドヴェンチャーズ・オブ・ザ・イマジネーション』 - Adventures of the Imagination (2000年)
- 『ジ・エンドレス・ジャム』 - The Endless Jam (2004年) ※シェンカー-パティソン・サミット名義
- The Endless Jam Continues (2005年) ※シェンカー-パティソン・サミット名義

レスリー・ウェスト
- Blues To Die For (2003年)
- Got Blooze (2005年)

ジェイク・E・リー
- 『リトレイスド〜塊顧〜』 - Retraced (2005年)

キース・エマーソン
- Off The Shelf (2006年)

ミッキー・トーマス
- The Bluesmasters Featuring Mickey Thomas (2010年)